# Jan Adam Maklakiewicz
Jan Adam Maklakiewicz (ur. 24 listopada 1899 w Chojnacie, zm. 8 lutego 1954 w Warszawie) – polski kompozytor, dyrygent, pedagog i krytyk muzyczny. Grał na organach, skrzypcach, altówce i fortepianie.

## Życiorys

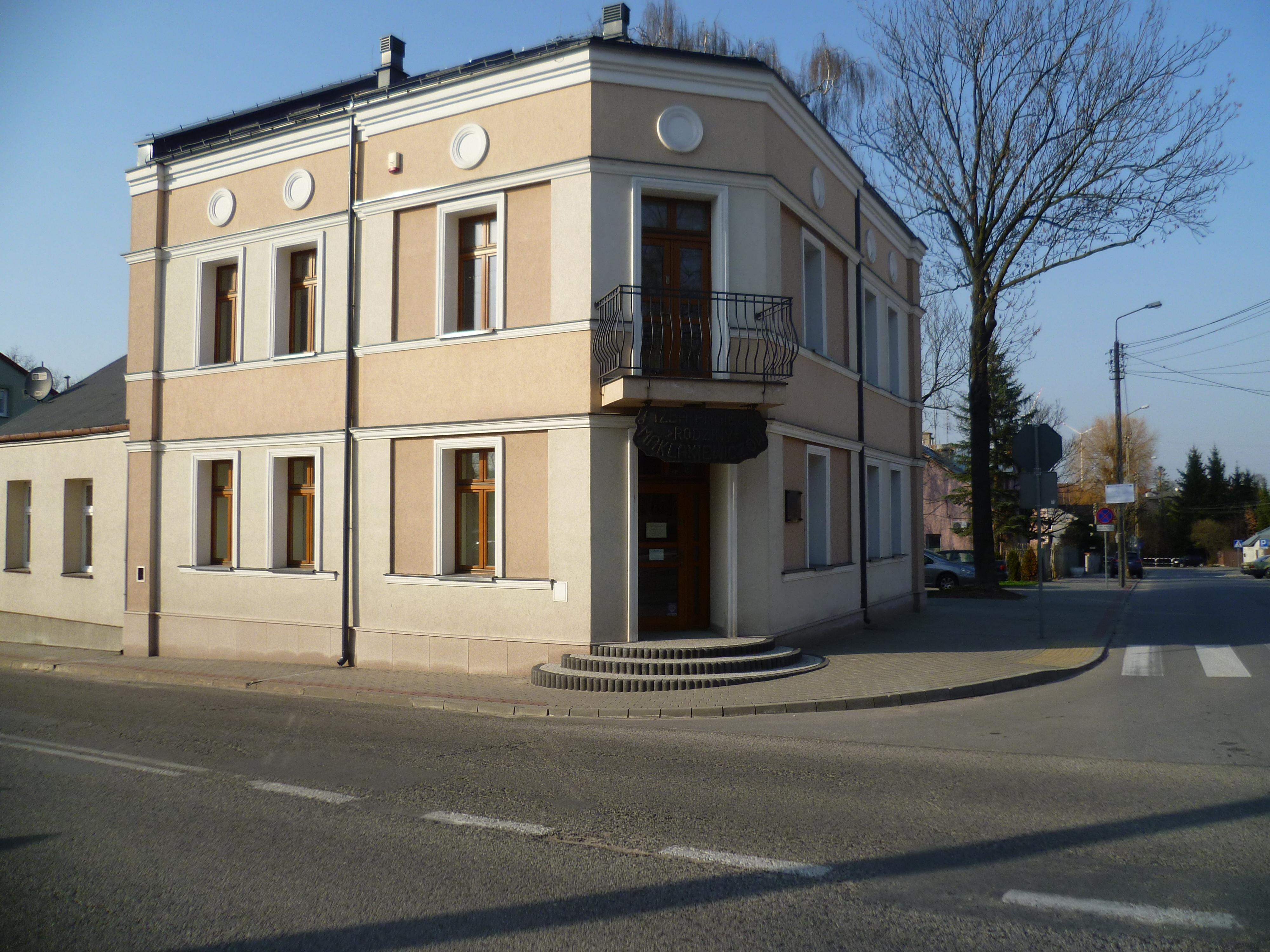
Dom rodziny Maklakiewiczów w Mszczonowie (kwiecień 2016)

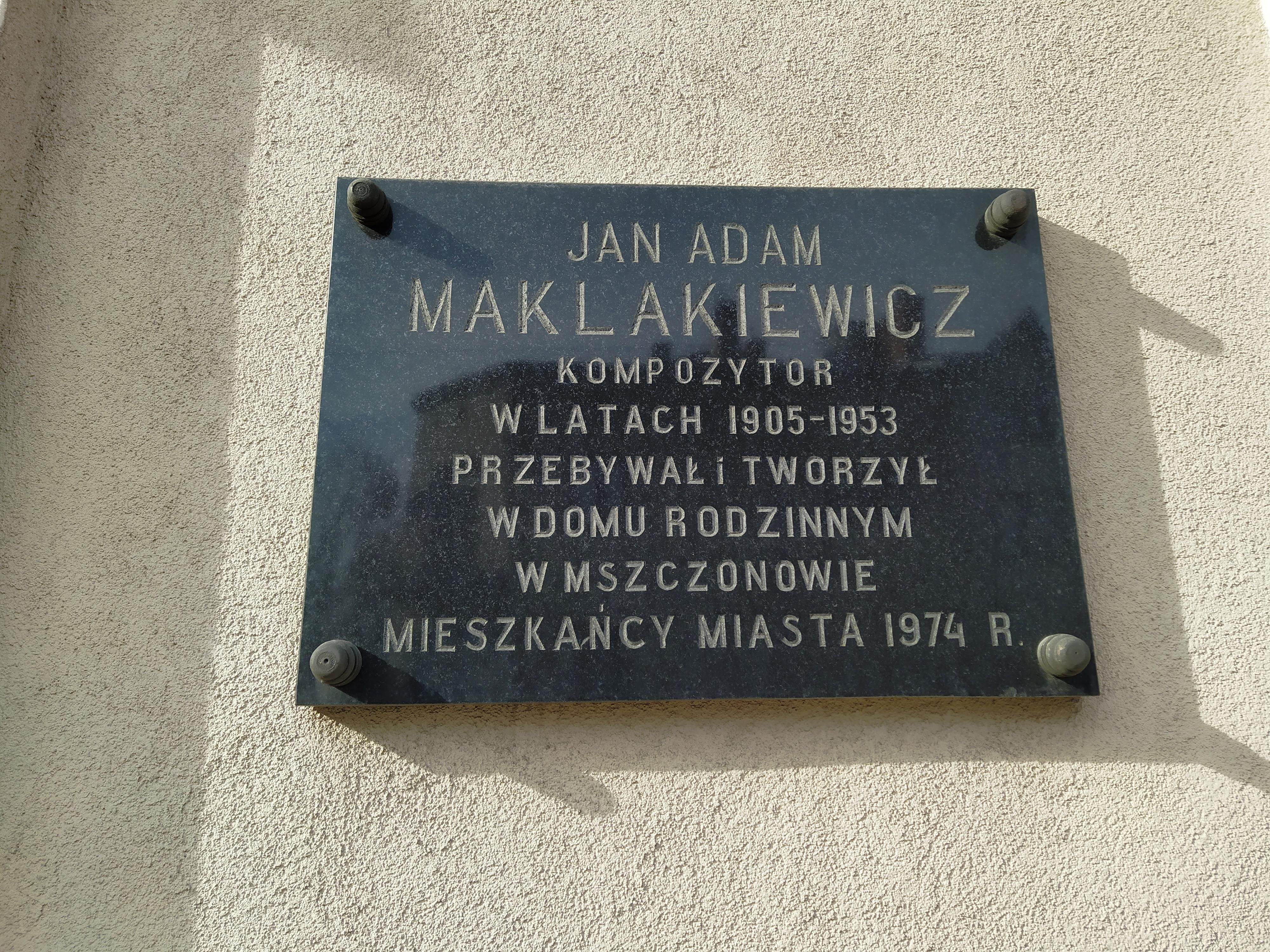
Tablica na domu rodziny Maklakiewiczów upamiętniająca Jana Adama Maklakiewicza

Był trzecim spośród 12 dzieci Jana i Rozalii z Izbickich Maklakiewiczów. W 1905 Jan Maklakiewicz (ojciec) przeniósł się wraz z rodziną do Mszczonowa, gdzie w miejscowym kościele parafialnym został organistą, prowadził chór oraz strażacką orkiestrę dętą. Dwaj spośród braci Jana Adama – Franciszek Maklakiewicz i Tadeusz Wojciech Maklakiewicz – również byli kompozytorami. Był stryjem Zdzisława Maklakiewicza. 
Pierwszym nauczycielem był ojciec Jan Maklakiewicz. Jan Adam zaczął komponować w wieku 13 lat. Jego pierwszą kompozycją wykonaną publicznie była kolęda, wykonana w mszczonowskim kościele w 1918. W latach 1917–1918 uczył się w Gimnazjum Wojciecha Górskiego w Warszawie. W latach 1919–1922 uczył się w Wyższej Szkole Muzycznej im. F. Chopina w Warszawie gry na skrzypcach w klasie Leopolda Binentala, harmonii pod kierunkiem Michała Biernackiego oraz kontrapunktu u Felicjana Szopskiego. W latach 1921–1925 studiował kompozycję w klasie Romana Statkowskiego w Państwowym Konserwatorium Muzycznym w Warszawie. W 1926 studiował w Ecole Normale de Musique u Paula Dukasa w Paryżu. Był on jednym z pierwszych polskich kompozytorów w okresie międzywojennym, którzy pojechali jako stypendyści kształcić się do Paryża. 
W latach 20. i 30. XX w. był profesorem harmonii w Państwowym Konserwatorium Muzycznym w Warszawie, a w latach 1927–1929 uczył przedmiotów teoretycznych i dyrygował chórem w Konserwatorium Heleny Kijeńskiej-Dobkiewiczowej w Łodzi.
Przed wojną był także organistą i kierownikiem chóru w kościele Św. Krzyża w Warszawie, który uznawany był wówczas za jeden z najlepszych chórów kościelnych w Polsce. Prowadził także chór Znicz Pracowników Gazowni Miejskiej, chór i orkiestrę fabryki zbrojeniowej przy Forcie Bema, chór młodzieży handlowej oraz chór Lira Akademickiego Koła Muzycznego na Uniwersytecie Warszawskim. Regularnie pisywał recenzje muzyczne do „Kuriera Porannego”. Był założycielem (1934) miesięcznika „Chór” o tematyce chóralnej.
W 1939 spłonął dom parafialny oraz mieszkanie rodziny Maklakiewiczów. Zniszczeniu uległy m.in. kompozycje i nuty, w tym prawie cały dorobek kompozytorski jego brata Franciszka, również bardzo dobrze zapowiadającego się kompozytora. 
Od 1945 do 1947 był dyrektorem Państwowej Filharmonii w Krakowie, a w latach 1947–1948 dyrektorem Orkiestra Filharmonii Narodowej w Warszawie. W 1949 pracował w Państwowej Wyższej Szkole Muzycznej w Warszawie na stanowisku profesora kompozycji, instrumentacji i kontrapunktu. Prowadził także działalność w Senacie PWSM w Warszawie i pracował na stanowisku dziekana wydziału Kompozycji, Teorii i Dyrygentury. Jego uczniami są m.in. Jerzy Tyszkowski, Antoni Szaliński, Miłosz Magin i Benedykt Konowalski.

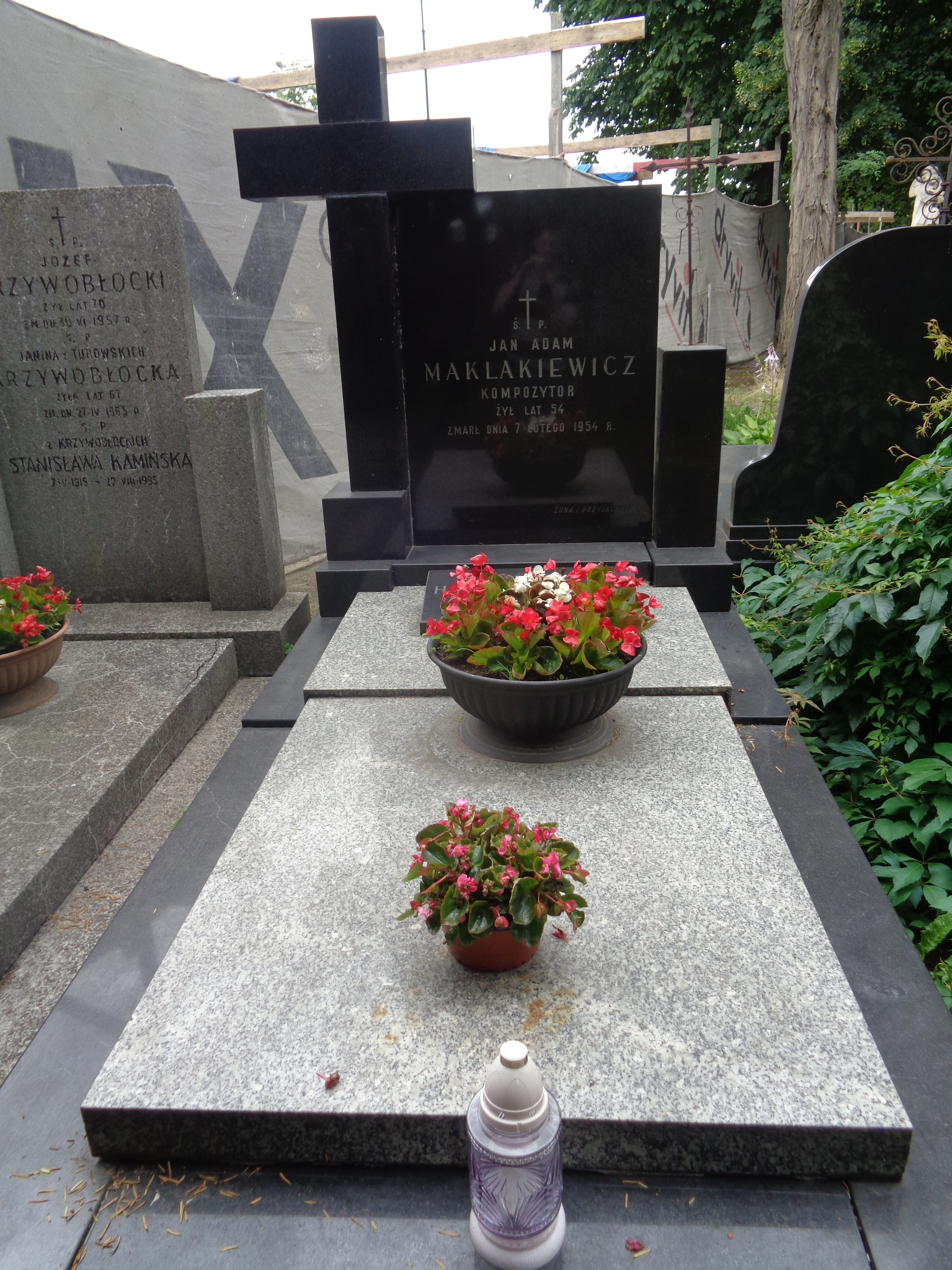
Grób Jana Adama Maklakiewicza na cmentarzu Powązkowskim

W okresie stalinowskim, jako wysoko postawiony nauczyciel akademicki oraz osoba zasiadająca we władzach uczelni, był zobligowany do propagowania ustroju komunistycznego w swojej twórczości. Z tego tytułu Maklakiewicz jest autorem m.in. dużej liczby pieśni masowych, które w późnych latach 40. i w latach 50. cieszyły się dużą popularnością oraz aprobatą ówczesnych władz. Zmarł w wyniku błędnej diagnozy lekarskiej (dur brzuszny) 7 lutego 1954. Pochowany na cmentarzu Powązkowskim w Warszawie (klin-5-6).
W 1947 otrzymał Nagrodę Miasta Krakowa. Uchwałą Rady Państwa z 10 lutego 1954 został pośmiertnie odznaczony Krzyżem Oficerskim Orderu Odrodzenia Polski za wybitne osiągnięcia w dziedzinie twórczości muzycznej oraz zasługi na polu upowszechnienia kultury muzycznej.

## Upamiętnienia
- Imieniem kompozytora nazwano ulice w Mszczonowie, Krakowie, Poznaniu i Warszawie.
- Jest patronem Szkoły Podstawowej im. Jana Adama Maklakiewicza w Mszczonowie.

## Twórczość

### Utwory na orkiestrę
- Wariacje symfoniczne (1922)
- Symfonia nr 2 „Święty Boże” na baryton solo, chór i orkiestrę (1927)
- Koncert na wiolonczelę i orkiestrę na tematy gregoriańskie (1929)
- Concertino quasi una fantasia na fortepian, mezzosopran i orkiestrę (1929)
- I Koncert skrzypcowy (1930)
- Cztery pieśni japońskie na sopran i orkiestrę (1930)
- Pieśń o chlebie powszednim na chór mieszany i orkiestrę (1931)
- Tango symfoniczne na orkiestrę (1931)
- Shiwohumi, balet (1934)
- Ostatnie werble, poemat symfoniczny na śmierć Józefa Piłsudskiego (1935)
- Przekupka warszawska na orkiestrę (1937)
- Cagliostro w Warszawie, balet (1938)
- Uwertura koncertowa (1939)
- Grunwald, poemat symfoniczny (1939-44)
- Cztery pieśni na głos wysoki z towarzyszeniem orkiestry (1946)
- Uwertura praska na orkiestrę (1947)
- Madonny, 5 pieśni na sopran i orkiestrę (1947)
- Śląsk pracuje i śpiewa, suita ludowa na tenor, chór męski, żeński i mieszany z orkiestrą symfoniczną (1948)
- Suita łowicka na sopran, chór mieszany i orkiestrę (1948)
- Zabrze (wersja I), kantata na chór męski lub mieszany i orkiestrę symfoniczną (1949)
- Złota kaczka, balet (1950)
- Suita tańców łowickich na orkiestrę (1951)
- II Koncert skrzypcowy „Góralski” (1952)
- Tryptyk morski na chór męski i orkiestrę (1953)

### Utwory kameralne
- Suita huculska na skrzypce i fortepian (1927)
- Romans na flet i fortepian (1927)
- Tryptyk na wiolonczelę i fortepian (1927)
- O zmierzchu na 2 mezzosoprany, flet, altówkę i harfę (1927)
- Pieśń o burmistrzance na głos z fortepianem (1928)
- Reflexions na skrzypce i fortepian (1928)
- Du bist wie eine Blume na głos i fortepian (1928)
- Negers Heimweh na skrzypce i fortepian (1929)
- Kołysanka (wersja III) na głos i fortepian (1946)

### Utwory organowe
- Prelude pour orgue (1927)

### Utwory chóralne
- Pięć pieśni ludowych na chór mieszany (1929)
- Leciały gąsańki, melodia na chór mieszany (1929)
- Trzy struny na chór męski (1935)
- Msza polska na chór mieszany, sopran lub tenor i organy (1944)
- Kołysanka (wersja I) na chór męski, (wersja II) na chór mieszany (1946)
- Zabrze na chór męski lub mieszany (1949)